# Svensk Hypotekspension
Svensk Hypotekspension är ett svenskt företag som står under Finansinspektionens tillsyn. Företaget erbjuder sedan 2005 så kallad hypotekspension, en kreditform som innebär att människor över 60 år kan låna pengar mot ränta och med sin bostad som pant. Svensk Hypotekspension hade vid årsskiftet 2017/2018 ca 7 000 aktiva kunder och en total lånestock på ca 3,5 miljarder kronor.